# إميل كوي
إميل كوي دو لا شاتينوريه (26 فبراير 1857 – 2 يوليو 1926) عالم نفس فرنسي وصيدلاني قدم طريقة مشهورة في العلاج النفسي وتطوير الذات تعتمد على الإيحاء الذاتي التفاؤلي.
يعتبره شارل بودوان ممثلًا لمدرسة نانسي الثانية، عالج كوي الكثير من المرضى في مجموعات ودون مقابل.

## الحياة والعمل
عائلة كوي من منطقة بريتاني في فرنسا وتتصل بطبقة النبلاء الفرنسية، لكن استطاعتها المادية كانت محدودة. لمع إميل في المدرسة، وأراد أن يصبح كيميائيًا تحليليًا. لكنه تخلى عن هذا الحلم، لأن والده العامل في سكة حديد ذو حالة مالية محفوفة بالمخاطر. قرر كوي أن يصبح صيدلانيًا وتخرج بدرجة في علم الأدوية في عام 1876.
عمل بصفة صيدلاني في تروا من عام 1882 إلى عام 1910، واكتشف ما عُرف لاحقًا باسم تأثير الدواء الوهمي (البلاسيبو). اشتُهر بطمأنة المرضى من خلال الإشادة بكفاءة الدواء المعطى ووضع إشعار إيجابي معه. في عامي 1886 و1887 درس مع أمبرواز أوغست ليبولت وهيبوليت بيرنهايم، وهما من الدعاة الرئيسيين للتنويم المغناطيسي، في نانسي.
في عام 1910، باع كوي العمل الذي أسسه وتقاعد في نانسي، حيث افتتح عيادة قدمت بشكل متواصل نحو 40,000 وحدة علاج سنويًا (بودوان، 1920، ص 14) للمرضى المحليين والإقليميين والأجانب على مدى الأعوام الستة عشر اللاحقة. في عام 1913، أسس كوي وزوجته جمعية لورين لعلم النفس التطبيقي. نشر كتابه ضبط الذات في إنجلترا (1920) وفي الولايات المتحدة (1922). ومع أن افكار كوي كانت أكثر شعبية في أوروبا منها في الولايات المتحدة خلال حياته، فإن الكثير من الأمريكيين الذين تبنوا أفكاره وأساليبه، مثل ماكسويل مالتز ونابليون هيل ونورمان فنسنت بيل وروبرت إتش شولر ودبليو كليمنت ستون، أصبحوا مشهورين من خلال نشر كلماته وحسب.

## طريقة كوي
تعبر طريقة كوي عن تطبيق الإيحاء الذاتي الواعي الذي يشبه المانترا، «كل يوم، بكل الطرق، أصبح أفضل وأفضل». نقلت بعض الصحف الأمريكية الجملة بشكل مختلف، «يومًا بعد يوم، بكل الطرق، أصبح أفضل وأفضل». ركزت طريقة كوي على التكرار الروتيني لهذا التعبير المحدد في طقوس معينة - ويفضل أن يكرر قرابة عشرين مرة في اليوم، وخاصة في بداية ونهاية كل يوم. حين كان يُسئل كوي عما إذا كان يعتبر نفسه معالجًا، كان يقول «لم أعالج أي شخص في حياتي. كل ما أفعله هو أن أبيّن للناس كيف يعالجون أنفسهم». وبخلاف الاعتقاد الشائع بأن الإرادة الواعية القوية أفضل طريق للنجاح، أكد كوي أن علاج بعض مشاكلنا يتطلب تغييرًا في فكرنا اللاواعي، والذي لا يمكن تحقيقه إلا باستخدام خيالنا.
على الرغم من تأكيده على أنه لم يكن معالجًا في المقام الأول ولكنه علم الآخرين كيف يعالجون أنفسهم، ادعى كوي أنه أحدث تغييرات عضوية من خلال الإيحاء الذاتي.

### الإيحاء الذاتي
حدد كوي نوعين من الإيحاء الذاتي: (i) «الإيحاء التأملي» القصدي الذي ينفذ من خلال الجهد المتعمد والواعي، و(ii) «الإيحاء العفوي» اللاإرادي، وهو «ظاهرة طبيعية في حياتنا العقلية ... تحدث دون جهد واع [ويكون تأثيرها] متناسبًا مع انتباهنا لها». حدد بودوان ثلاثة مصادر مختلفة للإيحاء العفوي:
أ. الحالات التي تنتمي إلى المجال التمثيلي (الأحاسيس والصور الذهنية والأحلام والرؤى والذكريات والآراء وجميع الظواهر الفكرية)
ب. الحالات التي تنتمي إلى المجال العاطفي (الفرح أو الحزن والعواطف والمشاعر والميول والرغبات)
ج. الحالات التي تنتمي إلى المجال النشط أو الحركي (الأفعال والإرادات والرغبات والإيماءات والحركة خارج الجسم أو داخله والتغيرات الوظيفية أو العضوية).

### عقلان
وفقًا لييتس، وافق كوي الموقف النظري الذي عبر عنه هدسون في كتابه قانون الظواهر النفسية (1893): إن «تنظيمنا العقلي» يبدو كما لو كان لدينا عقلان، لكل منهما سمات وقوى منفصلة ومتميزة. وكل منهما قادر، في ظل ظروف معينة، على العمل المستقل.
جادل هدسون، أنه من غير المهم أبدًا، لأغراض توضيحية، ما إذا كان لدينا بالفعل «عقلان متميزان»، أو كنا نبدو فقط «موهوبين بتنظيم عقلي مزدوج»، أو كان لدينا «عقل واحد [يمتلك] سمات وقوى معينة في ظل بعض الظروف، وسمات وقوى مختلفة في ظل ظروف أخرى».

### الأصل والتطوير
لاحظ كوي إمكانية تحسين فعالية دواء معين من خلال الإشادة بفعاليته للمريض في بعض الأحيان. وأدرك أن هؤلاء المرضى الذين أشاد لهم بالدواء تحسنوا بشكل أفضل مقارنة بالمرضى الذين لم يقل لهم شيئًا. ومن هنا بدأ استكشاف كوي استخدام التنويم المغناطيسي وقوة الخيال.

اعتمدت طريقته الأولية لعلاج المرضى على التنويم المغناطيسي. ثم أدرك استحالة تنويم الأشخاص مغناطيسيًا ضد إرادتهم، وأن آثار التنويم المغناطيسي تضاءلت عندما استعاد الأشخاص وعيهم. وهكذا تحول في النهاية إلى الإيحاء الذاتي، والذي يصفه بأنه:
«... أداة نمتلكها منذ الولادة، ونلعب بها دون وعي طوال حياتنا، كما يلعب الرضيع بالخُشخَيشة. ومع ذلك فهي أداة خطيرة. يمكن أن تؤذيك أو تقتلك إذا تعاملت معها دون حكمة ودون وعي. على العكس من ذلك، يمكن أن تنقذ حياتك حين تعرف كيفية توظيفها بوعي».
آمن كوي بفعالية الدواء. لكنه اعتقد أيضًا أن حالتنا العقلية قادرة على التأثير على فعالية الدواء وتضخيمها حتى. من خلال استخدام الإيحاء الذاتي بوعي، لاحظ أن مرضاه يمكنهم علاج أنفسهم بشكل أكثر كفاءة عن طريق استبدال «فكرة المرض» «بفكرة علاج» جديدة. وفقًا لكوي، فإن تكرار الكلمات أو الصور مرات كافية يجعل العقل الباطن يمتصها. هذه العلاجات التي تستخدم الخيال أو «الإيحاء الذاتي الإيجابي» تسعى إلى إلغاء قوة إرادة المرء.

### المبادئ الأساسية
طور كوي طريقة تعتمد على مبدأ أن أي فكرة تشغل العقل بالكامل تتحول إلى حقيقة، بشرط أن تكون الفكرة ضمن نطاق المعقول. فمثلًا، لن يستطيع الشخص الذي فقد يديه استرجاعهما، ولكن المصاب بالربو الذي يعتقد اعتقادًا راسخًا أن الربو يختفي، قد يستطيع التخلص من الربو بقدر ما يكون الجسم قادرًا جسديًا على التغلب على المرض أو السيطرة عليه. من ناحية أخرى، يشجع التفكير السلبي بالمرض (كأن يقول المرء «لست على ما يرام») العقل والجسم على قبول هذه الفكرة. وبالمثل، حين يعجز شخص عن تذكر اسم ما، لن يتمكن على الأرجح من تذكره طالما تمسك بهذه الفكرة (أي «لا أستطيع أن أتذكر»). أدرك كوي أن من الأفضل التركيز على النتائج الإيجابية المرغوبة وتخيلها (أي «أشعر بالصحة والحيوية» و«يمكنني أن أتذكر بوضوح»).